# I Feed You My Love
«I Feed You My Love» (укр. «Я годую тебе, моє кохання») — пісня норвезької співачки Маргарет Бергер, з якою вона представляла Норвегію на пісенному конкурсі Євробачення 2013 в Мальме. Пісня була виконана 18 травня у фіналі, де, з результатом у 191 бал, посіла четверте місце.